# شاهدخت ویلهلمین بادن
شاهدخت ویلهلمین بادن (به آلمانی: Wilhelmine von Baden) (۲۱ سپتامبر ۱۷۸۸ – ۲۷ ژانویه ۱۸۳۶) شاهدخت بادن و دوشس بزرگ هسن بود. او که فرزند شاهزاده کارل لودویگ ولیعهد بادن و همسرش شاهدخت آمالی هسن-دارمشتات بود در کارلسروهه به دنیا آمد. 
ویلهلمین در ۱۹ ژوئن ۱۸۰۴ با پسردایی‌اش لودویگ دوم، دوک بزرگ هسن ازدواج کرد. ازدواج این دو، ازدواج موفقی نبود و بعد از تولد فرزند سوم جدا از یکدیگر زندگی می‌کردند. ویلهلمین در سال ۱۸۲۰ به کاخ هایلیگینبرگ نقل مکان کرد و وارد رابطه‌ای طولانی مدت با کاخ‌دار خود بارون آگوست سنارکلن دو گنارسی شد. به همین دلیل گمانه‌زنی‌های اثبات‌نشده‌ای وجود دارند که لودویگ پدر فرزندان آخر ویلهلمین (از جمله شاهزاده الکساندر هسن و راین و تزارینا ماریا الکساندروونا) نیست. هرچند لودویگ تمامی آنان را به عنوان فرزندان خود به رسمیت می‌شناخت. در سال ۱۸۳۰ و با مرگ پدر لودویگ، ویلهلمین به مقام دوشس بزرگ هسن رسید.
ویلهلمین در سال ۱۸۳۶ درگذشت و جسد او در دارمشتات دفن شد. از جمله نوادگان ویلهلمین می‌توان به نیکلای دوم روسیه و همسرش آلکساندرا، فلیپه ششم اسپانیا، لوئیس مونتباتن و شاهزاده فیلیپ، دوک ادینبرو اشاره کرد.